# Szałwia wieszcza
Szałwia wieszcza (Salvia divinorum) – gatunek rośliny z rodziny jasnotowatych (Lamiaceae Lindl.). Nazywany jest także szałwią proroczą, boską szałwią, szałwią czarownika. Występuje endemicznie w Sierra Mazateca w Meksyku na wysokościach 300–1800 m n.p.m.

## Morfologia
PokrójPędy wegetatywne osiągają 0,5–1,5 m wysokości, rozwijający się pęd kwitnący zakończony kwiatostanem osiąga do 3 m.
ŁodygaDęta, krucha, o przekroju kwadratowym. Przy potarciu wydziela charakterystyczny zapach.
LiścieNaprzemianległe, eliptyczne z ostrym końcem, o nieregularnych brzegach, osiągające do 30 cm długości i 10 cm szerokości. Błyszczące, w dotyku aksamitne, w smaku bardzo gorzkie.
KwiatyZebrane po 3 do 12 w kwiatostany, purpurowobiałe, bądź niebieskobiałe.

## Biologia i ekologia
Bylina. Kwitnie rzadko, od października do czerwca. Występuje w poszyciu lasu.
Skład chemiczny
Jej główny składnik aktywny to salwinoryna A – stanowiąca ok. 96% składników psychoaktywnych, zawarta głównie w liściach; poza tym zawiera nieaktywną salwinorynę B (4%) i salwinorynę C (poniżej 1%) oraz szereg innych związków dwuterpenowych (m.in. salwinoryny D – G, diwinatoryny C – E, alkohol preskwalenowy i (E)-fitol). W 2001 r. pojawiły się doniesienia o silnym działaniu salwinoryny C po wykonaniu badań na szczurach, czego nie potwierdziły późniejsze badania.

## Historia
Pierwszy opis tej rośliny w zachodniej literaturze został sporządzony przez szwedzkiego antropologa Jean Basseta w 1939 r. Badał on grzyby psylocybinowe w otoczeniu Mazateków i jako pierwszy zanotował używanie przez nich szałwii na uroczystościach religijnych.
Dokładniejsze informacje o szałwii zanotował Gordon Wasson i Albert Hofmann podczas podróży do Meksyku. Zdobyli materiał roślinny, który zidentyfikowano jako nowy gatunek, mianowicie Salvia divinorium. Gordon Wasson jako pierwszy biały człowiek zażył szałwię podczas obrzędu w 1961 roku. Mazatecka szamanka przygotowała mu napój, wyciskając do wody sok ze świeżych liści. Efekty opisał jako „tańczące kolory w wyrafinowanych trójwymiarowych wzorach”.

## Zastosowanie
Roślina lecznicza

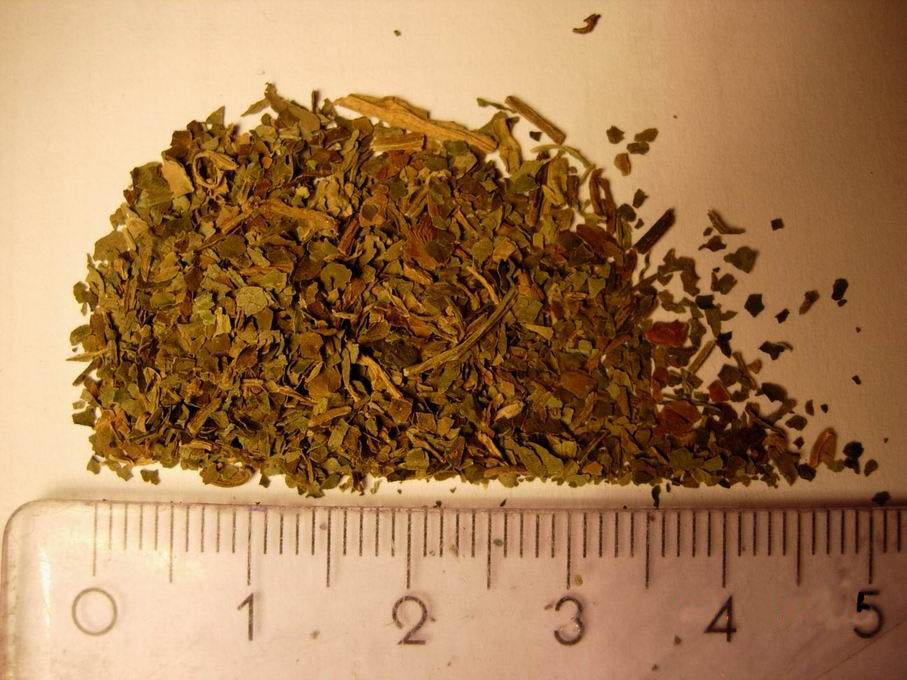
Pół grama dziesięciokrotnego ekstraktu szałwii

Badania na szczurach uzależnionych od kokainy i metamfetaminy wykazały, że umożliwienie im dostępu do salwinoryny A pozwalało na zaprzestanie pobierania przez nie narkotyków. Jednocześnie nie stwierdzono uzależnienia od salwinoryny A. Prowadzący te badania Thomas Prisinzano, specjalista z chemii produktów medycznych i naturalnych na State University of Iowa uważa w związku z tym, że możliwe jest wykorzystanie szałwii wieszczej do leczenia uzależnień narkotykowych. Szałwia ma poza tym działanie przeciwbólowe identyczne z opioidami. 
Udokumentowany został także przypadek działania antydepresyjnego i w badaniach ankietowych wśród użytkowników szałwii stwierdzono poprawę nastroju i trwające ponad dobę oddziaływanie antydepresyjne u 25,5% korzystających z szałwii. Większe konsekwencje (w tym prowadzące do uznania szałwii przez niektóre państwa za nielegalny środek odurzający) miały rzadsze przypadki działań depresyjnych stwierdzane u 4% użytkowników. Szczególne znaczenie miał nagłośniony przez media amerykańskie przypadek Bretta Chidestera z 2006 roku, u którego prawdopodobnie w związku z używaniem szałwii rozwinęła się depresja, która doprowadziła do samobójstwa.
Niektórzy naukowcy nie wykluczają szerokich zastosowań terapeutycznych związków czynnych zawartych w szałwii wieszczej. Potencjalnie mogą mieć one duże znaczenie w leczeniu nie tylko depresji, ale także choroby Alzheimera, schizofrenii, bólów przewlekłych, a nawet AIDS. W tym kontekście zagrożeniem dla rozwoju badań nad zastosowaniami leczniczymi szałwii wieszczej, może być uznanie jej za nielegalny narkotyk.

## Legalność
Na mocy nowelizacji z dnia 20 marca 2009 r. ustawy o przeciwdziałaniu narkomanii posiadanie roślin żywych, suszu, nasion, wyciągów oraz ekstraktów z szałwii wieszczej jest od 8 maja 2009 roku nielegalne w Polsce.